# Masma (Mondoñedo)
Masma (llamada oficialmente Santo André de Masma) es una parroquia española del municipio de Mondoñedo, en la provincia de Lugo, Galicia.

## Otras denominaciones
La parroquia también es conocida por el nombre de San Andrés de Masma.

## Límites
Limita al norte con Santa María de Lourenzá y Oirán; al sur con Vilamor; al este con Santa María de Lourenzá y al oeste con Couboeira y Viloalle.

## Organización territorial
La parroquia está formada por siete entidades de población:

### Entidades de población
Entidades de población que forman parte de la parroquia:
- Arco (O Arco)
- Marquide
- Outeiro (O Outeiro)
- San Andrés (Santo André)
- Seara (A Seara)
- Vilar (O Vilar)

### Despoblado
Despoblado que forma parte de la parroquia:
- Padriñán

## Demografía
| Gráfica de evolución demográfica de Masma entre 2000 y 2020 |
|                                                             |
| Datos según el nomenclátor publicado por el INE.            |